# The Beach Girls
The Beach Girls é um filme de comédia sexual estadunidense de 1982, dirigido por Pat Townsend. É estrelado por Jeana Tomasina, Val Kline e Debra Blee.

## Enredo
Duas universitárias, Ducky e Ginger, encontram sua amiga ingênua, Sarah, em uma casa de praia no sul da Califórnia. A casa pertence ao tio de Sarah e a sorte deles permitiu que usassem a casa dele durante o verão enquanto ele estava fora. Logo após a chegada de Ducky e Ginger, os dois planejam a primeira de muitas festas loucas, mas não sem alguma resistência de Sarah. Os dois continuam os planos para mais festas, incluindo convidar desajustados, entregadores e pessoas que estão passando. Eventualmente, a resistência de Sarah desaparece e ela se junta às festas selvagens.

## Elenco
- Jeana Tomasina como Ducky
- Debra Blee como Sarah
- Val Kline como Ginger
- James Daughton como Scott
- Adam Roarke como Carl Purdue
- Dan Barrows como Mr. Brinker
- Mary Jo Catlett como Mrs. Brinker
- Fern Fitzgerald como Julie
- Bert Rosario como Gardener